# Pesinunte
Pesinunte (a veces por error Pesinonte; en griego: Πεσσινούς o Πισσινούς) fue una antigua ciudad de Anatolia, la zona asiática de Turquía en el curso superior del río Sakarya (Sangarios). Se dice que allí tenía su trono el rey mitológico Midas que gobernó un gran territorio que abarcaba Frigia. Ha podido demostrarse que la ciudad existió por lo menos desde el 700 a. C.
La antigua Pesinunte es la actual villa de Ballıhisar que se encuentra situada a 13 km de Sivrihisar una pequeña localidad sobre la carretera Ankara-Eskişehir en la unión con la ruta hacia Afyon-Esmirna, a 120 km al suroeste de Ankara. 

## Historia
Pesinunte era la capital mitológica del rey Midas, el gobernante que deseó que todo lo que tocara se convirtiera en oro, y que según el mito era el fundador del templo de Cibeles, la madre de Midas. Cibeles es la madre de los dioses en la tradición Frigia y su importancia es la razón de la existencia de Pesinunte.
Tras las conquistas de Alejandro Magno y el asentamiento de los tolistobogii, una tribu céltica, en la zona de Pesinunte y Gordio hacia el 270 a. C., la ciudad se convirtió en un gran centro heleno en la región de Galatia. Los seléucidas derrotaron a los celtas, pero finalmente la región fue perdida por Antíoco Hierax a manos de los atálidas del Reino de Pérgamo. En el 133 a. C. Atalo III somete su reino, y junto con él Pesinunte, a Roma.
Es de destacar que los romanos habían estado involucrados con Pesinunte desde mucho antes. En el 205 a. C. los romanos alarmados por una lluvia de meteoritos que tuvo lugar en forma concurrente con la segunda guerra púnica, luego de consultar los Libros Sibilinos, decidieron crear el culto a la Gran Madre de Ida (Magna Mater Idaea, también denominada Cibeles) en la ciudad. Para ello recurrieron a su aliado Atalo I, y de acuerdo con sus instrucciones, fueron a Pesinunte y tomaron la imagen más importante de la diosa, una gran roca negra que se decía que había caído desde los cielos, y la llevaron a Roma.
Inicialmente la roca fue colocada en el Templo de la Victoria en la Colina Palatina, pero en el año 191 a. C. se construyó un nuevo santuario dedicado a la diosa, el Templo de Cibeles (Palatino) en la cima de dicha colina, uno de los sitios más sagrados de Roma. Junto con la roca negra, se trajo a Roma un trono. El trono fue destruido dos veces por el fuego en el 111 a. C. y el año 3, y en ambas oportunidades fue reconstruido, la última vez por el emperador César Augusto.
La cultura romana se desarrolló en Pesinunte nuevamente hacia el año 45, cuando el emperador Claudio vendió los terrenos del templo al tetrarca gálata Brogitarix. Esta era una táctica de recaudación de fondos utilizada por los emperadores romanos, desde tiempos de Julio César hacia el 45 a. C.
El cristiniasmo llegó a la zona durante el siglo III, y el templo fue gradualmente abandonado. Sin embargo el emperador Juliano el Apóstata realizó un peregrinaje al mismo. Hacia el 398 Pesinunte fue designada capital de la nueva provincia de Galatia Salutaris, y pasó a ser el sitio de residencia del arzobispo metropolitano. Bajo el reinado de Justiniano I, su denominación fue cambiada a Iustinianúpolis, un nombre que perduró por mucho tiempo. Posteriormente la región pasó a formar parte del Thema Anatólico bizantino. A finales del año 715, la ciudad de Pesinunte fue destruida por un ataque árabe, al igual que la vecina ciudad de Orkistos. La zona permaneció bajo control bizantino hasta que fue capturada por los turcos selyúcidas a finales del siglo XI, luego de lo cual Pesinunte pasó a ser una villa de montaña ignota ubicada a 900 m s. n. m., que poco a poco fue reduciendo su población.   
La última construcción que subsistía desde la Antigüedad fue demolida en el siglo XIX. Arqueólogos belgas de la Universidad de Gante, que han estado excavando allí desde 1967, han descubierto el antiguo templo de Cibeles y otros edificios, como un teatro y termas.